# 602922 Juhászgyula
602922 Juhászgyula è un asteroide della fascia principale esterna. Scoperto nel 2014, presenta un'orbita caratterizzata da un semiasse maggiore pari a 3,195985 UA e da un'eccentricità di 0,145879, inclinata di 9,168398° rispetto all'eclittica.
È dedicato a Gyula Juhász, poeta e giornalista ungherese.